# Wang Lixiong
Wang Lixiong (Changchun (Mantsjoerije), 2 mei 1953) is een Han-Chinees geschiedkundige, schrijver en sociaal theoreticus. Hij is kritisch en brengt een dissident geluid over de regering in Peking en de Tibetaanse Autonome Regio. Hij schreef verschillende boeken over de Chinese samenleving en de toekomst van de Volksrepubliek China. Hij is begaan met etnische minderheden in China en de Tibetaanse kwestie. Hij werkt vanuit Peking en is getrouwd met de Tibetaans-Chinese schrijfster Woeser.
Wang werd op een herscholingstraject gezet tijdens de Culturele Revolutie (1966-76) en volgde de studie Autotechniek. Daarna kwam hij aan het werk in een autofabriek in Mantsjoerije en later in Wuhan. In 1978 publiceerde hij zijn eerste essay in het tijdschrift Jintian (Mandarijn voor Vandaag). Zijn eerste boek publiceerde hij in 1983. In 1988 werd hij lid van de Chinese schrijversbond en zegde zijn lidmaatschap in 2001 op.

## Politieke zaken
Zijn interesse in politiek bracht hem in 1975 tot de conceptualisering van een model, dat hij democratie in fasen of kiesstelsel in fasen noemt. In 1978 nam hij deel aan de beweging Muur van Democratie. In 1994 publiceerde hij een boek over dit concept met de naam Rongjie Quanli - Zhuceng Dixuan Zhi (Ruchtbaarheid geven aan de kracht - een kiessysteem in stappen), waarin hij democratische hervormingen in China voorstelt. Hij kwam eveneens met een website over dit concept.
In 1991 kwam zijn politieke roman Huanghuo (Geel Gevaar) uit die in 2008 in het Engels werd vertaald naar China Tidal Wave: A Novel.
In 1999 raakte hij tijdelijk geïnteresseerd in Sinkiang, de provincie ten noorden van Tibet die ook wel Oost-Turkestan wordt genoemd. Hier werd hij gevangengezet en later weer vrijgelaten. In 2001 publiceerde hij Xinjiang Zhuiji (Herinner Sinkiang), waarin hij schreef over zijn tegenslagen die hij meemaakte in Ürümqi, de hoofdstad van Sinkiang.

## Tibet
In 1984 reisde hij met een vlot over de Jangtsekiang in de Tibetaanse gebieden en begon hij de Tibetaanse kwestie te overdenken. Tussen 1995 en 1998 reisde hij vaak naar Tibet en publiceerde hij zijn studie Tianzang: Mingyun of Xizhang (Luchtbegrafenis: het lot van Tibet). Wang Lixiong was verschillende malen in het buitenland en was in de gelegenheid de veertiende dalai lama Tenzin Gyatso te ontmoeten in de Verenigde Staten en lange gesprekken met hem te voeren. In april 2002 publiceerde hij daarover Yu Dalailama Duihua (Discussie met de dalai lama).
Hij trouwde met de Tibetaans-Chinese schrijfster Woeser en samen schreven ze een tweede boek over Tibet met de titel Unlocking Tibet: A Chinese Author’s Perspective on Tibet Issue die in 2005 in Zwitserland werd uitgebracht. Wang Lixiong en andere Chinese schrijvers in en buiten China riepen Chinese autoriteiten op de middenwegbenadering van de dalai lama serieus te overwegen en het te beschouwen als de basis voor een onderhandelingsstatuut voor de toekomst voor Tibet, waarbij hij de dalai lama als de sleutel ziet tot de oplossing van de Tibet-kwestie. Deze benadering gaat uit van een betekenisvolle autonomie binnen China.
De weblog van zijn vrouw Woeser op een buitenlandse server was een van de weinige informatiebronnen voor het westen tijdens de opstand in Tibet van 2008. Vanwege de kritische opstelling van Wang en zijn vrouw plaatsten de Chinese autoriteiten ze in de dagen rondom de Dag van de Tibetaanse Opstand (10 maart) onder huisarrest.
In de documentaire The Dalai Lama: 50 Years After the Fall zegt Wang Lixiong dat de Chinese regering in de Tibetaanse kwestie zodanig ziet, dat er geen probleem is zolang zij daar de militaire macht hebben en zij de regio beheersen. Het enige dat ze wel als een probleem zien, zijn de ballingen onder de dalai lama. De strategie is volgens Wang dat zogauw de dalai lama overleden is, een krachtig leider is weggevallen en niemand nog naar de ballingen luistert: "probleem opgelost."

### Tenzin Delek Rinpoche
Wang Lixiong ondersteunde openlijk Tenzin Delek Rinpoche, een belangrijke Tibetaanse lama uit de regio Litang die werd beschuldigd van een bomaanslag en tegen wie de doodstraf werd geëist. Hij zocht intellectuelen die een petitie wilden ondertekenen, waarvan er velen waren die uit angst voor represailles niet wilden ondertekenen. Hij werd onder meer gewaarschuwd: "als je van buiten vraagt over de situatie van Tenzin Delek, zal het niet lang duren voordat er politie voor je deur staat." Wang verklaarde publiekelijk: "Wie een woord zegt om A’an Zhaxi (Chinees voor Tenzin Deleg) te helpen, zal behandeld worden als een crimineel in dezelfde zaak." Uiteindelijk vond hij 29 juristen, schrijvers, hoogleraren en dergelijke bereid de petitie te tekenen. In de petitie riepen ze de onafhankelijke rechtslieden in het proces op, internationale media toe te laten bij het proces en Chinese regeringsfunctionarissen te interviewen. Verder riepen ze in de petitie op toe te staan dat vertegenwoordigers van de Tibetaanse gemeenschap in ballingschap bij het proces aanwezig zou zijn.
Voor de organisatie van zijn petitie ontving Wang Lixiong voor alle ondergetekenden in 2009 de Light of Truth Award.

## Milieu
In 1994 richtte hij de milieubeweging Ziran Zhi You (Vrienden van Natuur) op, China's eerste en grootste niet-gouvernementele organisatie die zich richt op het milieu en tegen de grootschalige milieuverontreiniging in China. In 1998 nam China de wet Reguleringen voor Registratie en Management van Sociale Organisaties aan, waarin wordt aangegeven dat de registratie van bepaalde ngo's geweigerd kan worden. Daarbij moeten ze geregistreerd zijn of werken onder het leiderschap van een regeringsdepartement dat toeziet op alle beslissingen die de ngo maakt. Door deze regelgeving kunnen ngo's om allerlei redenen worden opgeheven, waaronder politieke redenen. Hetzelfde overkwam Vrienden van Natuur, waarbij het Ministerie van Civiele Zaken dreigde de ngo op te heffen, tenzij Wang Lixiong uit het bestuur werd gezet.